# Regardless
Regardless è un singolo della cantante britannica Raye e del gruppo musicale britannico Rudimental, pubblicato il 18 dicembre 2020 come quinto estratto dal primo mini-LP di Raye Euphoric Sad Songs.

## Descrizione
Regardless, terza traccia del disco che presenta un'interpolazione di Rapture degli iiO, è un brano dance la cui produzione è stata affidata ai Punctual e ai Rudimental, ed è stato scritto da Raye mentre Markus Moser e Nadia Ali, membri degli iiO, sono stati accreditati come autori aggiuntivi.

## Video musicale
Il video è stato reso disponibile l'8 gennaio 2021.

## Tracce
Download digitale – Hannah Wants Remix
1. Regardless (Hannah Wants Remix) – 3:25

Download digitale – Acoustic
1. Raye – Regardless (Acoustic) – 3:44

## Formazione
- Raye – voce
- Rudimental – produzione
- Punctual – produzione
- Mark Ralph – produzione aggiuntiva, missaggio
- Stuart Hawkes – mastering

## Classifiche

### Classifiche settimanali
| Classifica (2021-23) | Posizione massima |
| -------------------- | ----------------- |
| Belgio (Vallonia)    | 52                |
| Bielorussia          | 164               |
| Bulgaria             | 1                 |
| Croazia              | 47                |
| Irlanda              | 69                |
| Polonia              | 11                |
| Regno Unito          | 37                |
| Romania              | 3                 |
| Russia               | 4                 |
| Ucraina              | 15                |

### Classifiche di fine anno
| Classifica (2021) | Posizione |
| ----------------- | --------- |
| Bulgaria          | 5         |
| Russia            | 20        |
| Ucraina           | 83        |
| Classifica (2022) | Posizione |
| Russia            | 179       |
| Ucraina           | 73        |
| Classifica (2023) | Posizione |
| Ucraina           | 131       |